# Supermode
Supermode is een alias voor het Zweedse Dance/House-duo Steve Angello en Axwell.

## Discografie

### Singles
| Single met eventuele hitnotering(en) in de Nederlandse Top 40 | Datum van verschijnen | Datum van binnenkomst | Hoogste positie | Aantal weken | Opmerkingen                                                         |
| ------------------------------------------------------------- | --------------------- | --------------------- | --------------- | ------------ | ------------------------------------------------------------------- |
| Tell Me Why                                                   | 24-7-2006             | 25-9-2006             | 5               | 20           | Remix van "Smalltown Boy" en "Why?" van Bronski Beat. / Alarmschijf |